# Шушпанка (приток Лесного Воронежа)
Шушпанка — река в России, протекает по Тамбовской области. Устье реки находится в 107 км от устья реки Лесной Воронеж по левому берегу. Длина реки составляет 28 км. Площадь водосборного бассейна — 186 км².
В 1969 году в результате строительства плотины на реке Шушпанке было образовано самое большое в Тамбовской области водохранилище — Шушпанское. Площадь водяного зеркала — 5,3 км² (при НПУ), максимальная глубина — 10 м, средняя — 2,6 м. Ниже водохранилища размещается рыбопитомник. На водохранилище гнездится множество уток, чаек, цапель и других птиц. Воды водохранилища используются для орошения и водоснабжения рыбоводческих прудов. Действует ООПТ «Водохранилище Шушпанское».

## Данные водного реестра
По данным государственного водного реестра России относится к Донскому бассейновому округу, речной подбассейн реки — бассейны притоков Дона до впадения Хопра. Речной бассейн реки — Дон (российская часть бассейна).
Код объекта в государственном водном реестре — 05010100512107000002467.